# Asturias, patria querida
Asturias, patria querida o Asturies, patria querida (Astúries, pàtria estimada en català) és des de 1984 l'himne de la Comunitat Autònoma d'Astúries, encara que es veu àmpliament per tot el territori com a classe de substitut informal, festiu a l'himne nacional espanyol, al qual solien faltar les lletres de cançó. La raó d'això és en la dita comuna: "Astúries és Espanya i la resta és terra conquerida". Aquesta declaració es refereix al fet que, quan el regne visigòtic d'Hispània era envaït pels erms el 711, només una franja del nord, coneguda com el Regne d'Astúries, romania a les mans dels cristians hispànics. D'on la Reconquesta començava i així era la dita formada.
Aquesta adaptació d'una cançó molt més lenta des de les terres veïnes de Cantàbria (Madre, cuando voy a leña (Mare, quan vaig a buscar llenya)) era nomenat com himne oficial després d'una competició a Oviedo durant els anys 1890. Té versió tant en castellà com en asturià. És també una melodia popular per a gaiters.
S'ha descobert últimament que aquesta cançó fou escrita a Cuba. El pare de l'autor havia retornat a la seva Astúries estimada a morir-hi, l'autor -Ignacio Piñeiro- dedicà la cançó al seu pare. La música era diferent, es considera que és una melodia que els miners silesians des de l'àrea d'Opole, a Silèsia -les mines de carbó asturià que funcionaven al començament del s.XX- havien portat a Astúries. De fet, la cançó és encara coneguda a Polònia, on s'ensenyava com a cançó patriòtica.
Algunes versions de l'himne eren creades pel bàndol republicà de la Guerra Civil Espanyola, per això l'himne es veia com una cançó de miners (es diu que a la Revolució d'Astúries de 1934 era una crida amunt a la guerra civil) i com una cançó d'ideologia esquerrana pels nacionalistes d'ideologia dretana. La cançó fou ridiculitzada en els temps del dictador Francisco Franco, fins al punt de ser considerada com "la cançó dels beguts", un concepte que encara existeix en algunes parts de l'estat espanyol.

## Lletra
Hi ha versions oficials de la lletra tant en asturià com en castellà:
| \| « \| Asturias, Patria querida, Asturias de mis amores; ¡quién estuviera en Asturias en todas las ocasiones! Tengo de subir al árbol, tengo de coger la flor, y dársela a mi morena que la ponga en el balcón, Que la ponga en el balcón, que la deje de poner, tengo de subir al árbol y la flor he de coger. \| » \| | |   |
| « | Asturias, Patria querida, Asturias de mis amores; ¡quién estuviera en Asturias en todas las ocasiones! Tengo de subir al árbol, tengo de coger la flor, y dársela a mi morena que la ponga en el balcón, Que la ponga en el balcón, que la deje de poner, tengo de subir al árbol y la flor he de coger. | » |

| « | Asturias, Patria querida, Asturias de mis amores; ¡quién estuviera en Asturias en todas las ocasiones! Tengo de subir al árbol, tengo de coger la flor, y dársela a mi morena que la ponga en el balcón, Que la ponga en el balcón, que la deje de poner, tengo de subir al árbol y la flor he de coger. | » |

| \| « \| Asturies, Patria querida, Asturies de mios amores; ¡Ai!, ¡quién tuviere n'Asturies en toes les ocasiones!: Teo de xubir al árbol, teo de coyer la flor, y dá-yla a la mió morena que la ponga nel balcón, Que la ponga nel balcón, que la dexe de poner, teo de xubir al árbol y la flor teo coyer. \| » \| | |   |
| « | Asturies, Patria querida, Asturies de mios amores; ¡Ai!, ¡quién tuviere n'Asturies en toes les ocasiones!: Teo de xubir al árbol, teo de coyer la flor, y dá-yla a la mió morena que la ponga nel balcón, Que la ponga nel balcón, que la dexe de poner, teo de xubir al árbol y la flor teo coyer. | » |

| « | Asturies, Patria querida, Asturies de mios amores; ¡Ai!, ¡quién tuviere n'Asturies en toes les ocasiones!: Teo de xubir al árbol, teo de coyer la flor, y dá-yla a la mió morena que la ponga nel balcón, Que la ponga nel balcón, que la dexe de poner, teo de xubir al árbol y la flor teo coyer. | » |

| \| « \| Asturias, tierra bravía, Asturias, de luchadores; no hay otra como mi Asturias para las revoluciones. (Tornada) Tengo que bajar a Oviedo empuñando mi fusil y morirme disparando contra la guardia civil; Contra la guardia civil y los cobardes de Asalto; tengo que bajar a Oviedo y morirme disparando. Los obreros, en Asturias, demostraron su heroísmo venciendo a la clerigalla y al feroz capitalismo (Tornada) Los de Lerroux y la CEDA son los verdugos de España, los que roban las conquistas del obrero que trabaja. (Tornada) \| » \| | |   |
| « | Asturias, tierra bravía, Asturias, de luchadores; no hay otra como mi Asturias para las revoluciones. (Tornada) Tengo que bajar a Oviedo empuñando mi fusil y morirme disparando contra la guardia civil; Contra la guardia civil y los cobardes de Asalto; tengo que bajar a Oviedo y morirme disparando. Los obreros, en Asturias, demostraron su heroísmo venciendo a la clerigalla y al feroz capitalismo (Tornada) Los de Lerroux y la CEDA son los verdugos de España, los que roban las conquistas del obrero que trabaja. (Tornada) | » |

| « | Asturias, tierra bravía, Asturias, de luchadores; no hay otra como mi Asturias para las revoluciones. (Tornada) Tengo que bajar a Oviedo empuñando mi fusil y morirme disparando contra la guardia civil; Contra la guardia civil y los cobardes de Asalto; tengo que bajar a Oviedo y morirme disparando. Los obreros, en Asturias, demostraron su heroísmo venciendo a la clerigalla y al feroz capitalismo (Tornada) Los de Lerroux y la CEDA son los verdugos de España, los que roban las conquistas del obrero que trabaja. (Tornada) | » |